# Syringoseca mimica
Syringoseca mimica là một loài bướm đêm thuộc họ Oecophoridae. Loài này được tìm thấy ở the Lãnh thổ Thủ đô Úc, New South Wales, Queensland, Nam Úc, Tasmania, Victoria và Tây Úc.
Sải cánh dài khoảng 20 mm. Con trưởng thành có cánh trước màu nâu với các đốm tối màu hơn.
Ấu trùng ăn lá xanh của cây Eucalyptus tereticornis. Chúng sống trong ống làm bằng tơ dính các lá lại với nhau. Quá trình nhộng hóa diễn ra trong tổ kén bằng lá.